# Callipia languescens
Callipia languescens là một loài bướm đêm trong họ Geometridae.